# کارلوس دومینگو ماسونی
کارلوس دومینگو ماسونی (انگلیسی: Carlos Domingos Massoni؛ زادهٔ ۴ ژانویهٔ ۱۹۳۹) بازیکن بسکتبال اهل برزیل است.
از باشگاه‌هایی که در آن بازی کرده‌است می‌توان به باشگاه فوتبال پالمیراس اشاره کرد.
وی در مسابقات کشوری و بین‌المللی در مجموع برندهٔ ۲ مدال طلا، ۲ مدال نقره، ۴ مدال برنز شده‌است.